# Mikola Vitalijovič Lisenko
Mikola Vitalijovič Lisenko (ukr. Микола Віталійович Лисенко - Mykola Vitalijovyč Lysenko); (Grynjky, 22. listopad 1842. - Kijev, 6. studeni 1912.); je ukrajinski glazbeni skladatelj, pijanist, dirigent i pedagog. Lisenko je od ranog djetinjstva bio odgojen u tradicionalnom ukrajinskom duhu svoga oca Vitalija Romanoviča Lisenka te je rano postao zainteresiran za tradicionalnu ukrajinsku narodnu glazbu i pjesme ukrajinskog pisca Tarasa Ševčenka, kojeg je iznimno cijenio kao osobu izrazitog domoljubnog svjetonazora. 
Tijekom svoje izobrazbe na Kijevskom sveučilištu, Lisenko se posvetio pisanju kolekcije ukrajinskih narodnih pjesama koje su kasnije objavljenje u sedam nastavaka. Jedan od ključnih poticaja stvaranju tih tradicionalnih glazbenih djela je bio kobzar Ostap Mikitovič Veresaj, po kome je Lisenkov sin dobio poslije ime. Lisenko je autor niza poznatih ukrajinskih glazbenih djela, a možda najpoznatija je ukrajinska duhovna himna: «Molitva za Ukrajinu» ili skladbe «Bože, Veliki, Jedini».

## Biografija
Mikola Lisenko je u početku studirao i biologiju na Harkivskom sveučilištu, dok je glazbene satove pohađao privatno. Nakon što je dobio stručni poticaj Ruskog imperijalnog glazbenog društva, započeo je daljnje glazbeno obrazovanje u Leipzigškom konzervatoriju, gdje je po prvi puta ozbiljno shvatio važnost stvaranja originalne ukrajinske glazbe koja bi mogla komparirati onoj na Zapadu. Lisenko je također učio i od Nikolaja Rimski-Korsakova sredinom 1870.-tih, ali je zbog pretjerano istaknutog ukrajinskog patriotizma naišao na prepreke u daljnjem uspješnom razvoju svoje glazbene karijere. 
Skladatelj Petar Iljič Čajkovskij je bio oduševljen Lisenkovom operom Taras Buljba te ga je pozvao da isto djelo predstavi u Moskvi, na što je Lisenko odbio dobronamjerni poziv Čajkovskog jer se opera prema političkom naređenju trebala izvesti na ruskom jeziku, a ne na ukrajinskom kako je autor predvidio. 
Lisenko je učestvovao u zagovaranju Ruske revolucije, a u svojim kasnim godinama je otvorio fond koji je trebao osigurati otvaranje Ukrajinske glazbene škole. Njegova kćer Marina je pratila njegove glazbene stope te je postala pijanistica, dok je sin Ostap podučavao glazbenu kulturu u Kijevu. Mikola Lisenko je autor većeg broja glazbenih opera i drugih klasičnih skladbi ukrajinskog tradicionalnog karaktera i smatra se jednim od najvećih ukrajinskih glazbenika.

## Vanjske poveznice
- Review by Natalie Kononenko  Arhivirana inačica izvorne stranice od 11. ožujka 2007. (Wayback Machine)
- Lysenko String Quartet in d minor Sound-bites and short bio
- Molitva za Ukrajinu - ukrajinska duhovna himna, autor: Mikola Lisenko